# Mittelreidenbach
Mittelreidenbach é um município da Alemanha localizado no distrito (Kreis ou Landkreis) de Birkenfeld, na associação municipal de Verbandsgemeinde Herrstein, no estado da Renânia-Palatinado.

## Localização
A vila localiza-se no vale de Reidenbach, a sudeste do rio Nahe. A oeste encontra-se Idar-Oberstein.

## História
Há evidências de que Mittelreidenbach é um povoado muito antigo. As pedras com marcações, chamadas Hollen- e Bellenstein (“Pedras do Inferno e do Sino”) nos tempos antigos, e as onze sepulturas dos Hunos (locais de enterros dos Celtas), são conhecidas na área dos campos esportivos de Mittelreidenbach
A fundação da vila atual de Mittelreidenbach remonta à época dos Francos (800 – 1000 d.C.). No século XII, o povoado pertencia ao distrito de Naumburg bei Bärenbach, Nessa história aparece um cavaleiro, Werner von Reidenbach, nos anos entre 1282 e 1287, como residente em Hachenpfuhls (atualmente Hachenfels), perto de Naumburg. Em 1321, os Lordes von Reidenbach zu Dune und Stein (Oberstein, atualmente Idar-Oberstein) receberam as propriedades de Weiersbach e Nahbollenbach.
Uma das mais antigas menções a Mittelreidenbach encontra-se em um ato de venda em 1340, quando o Edelknecht (o nível mais baixo na nobreza alemã medieval) Johann von Oberstein vendeu os dízimos em Reidenbach para o Arcebispo de Trier, Baldwin de Luxemburgo. Depois da extinção da família do cavaleiro von Reidenbach, as propriedades passaram para os Lordes von Schwarzenberg. Com a extinção da Casa de Schwarzenberg em 1483, os irmãos Bernhard e Jost von Flersheim de Hesse-Renânia herdaram a vila e propriedades de Reidenbach. Mais tarde, o conjunto Reidenbach foi como dote de Anna, a filha de Jost Flersheim, para Emmerich von Dietz, o prefeito de Sankt Wendel. Quando a linha masculina da Casa de Dietz se extinguiu em 1616, a vila e propriedades foram anexadas como feudos órfãos pelo Arcebispado de Trier e atribuídas ao distrito de Sankt Wendel. Em 1779, a região foi transferida para o distrito de Oberstein.
Mittelreidenbach permaneceu sob o báculo do Arcebispo até que Napoleão Bonaparte e sua Grande Armée ocuparam o Palatinado. Em 23 de janeiro de 1798, a vila foi acrescida ao Império Francês como parte do Departamento de Sarre,  onde ela permaneceria na prefeitura de Birkenfeld até 1814. Em 1816, o Congresso de Viena entregou a região para o Ducado de Saxe-Coburgo-Saalfeld (depois de 1826, o Ducado de Saxe-Coburgo-Gota). O Ducado atribuiu-a ao Principado de Lichtenberg, mas a distância do Principado para o Ducado demonstrou-se problemática. Em 1834, o Principado foi vendido para o reino da Prússia. Mittelreidenbach tornou-se prussiana, desta vez no distrito de Sankt Wendel da Província do Reno. Com a queda da Prússia em 1918, ela foi adicionada à Alemanha. Desde o final da Segunda Guerra Mundial, Mittelreidenbach pertence ao estado da Renânia-Palatinado.  

## Patrimônio histórico
Os seguintes lugares históricos e culturais de Mittelreidenbach constam no Registro do Patrimônio do estado de Renânia-Palatinado (desde 14 de março de 2011):
- Kirchstraße: igreja católica da paróquia de São Cristóvão, em estilo neogótico, 1869 – 1872;
- Hauptstraße: no cemitério, cruz neogótica em arenito, crucifixo em ferro fundido;
- Entre Kirchstraße 8 e 10: memorial dos soldados mortos na I Guerra Mundial, cruz de Cristo em altar elevado, arenito amarelo, 1926.
- Kirchstraße 12: antiga reitoria, edifício de tijolos com elementos neogóticos, 1902.

## Economia e infraestrutura
Por séculos, Mittelreidenbach foi uma comunidade agrícola, mas a industrialização e o desenvolvimento dos transportes a partir do final do século XIX provocaram rápidas mudanças na vila. Nos anos que se seguiram à II Guerra Mundial, o surto de prosperidade permitiu a Mittelreidenbach desenvolver as áreas de ‘’ Ringstraße’’ e ‘’ Auf der Acht’’, nos anos 1960 e 1970, construir um sistema de esgotos e de fornecimento de água em 1974 e 1975, repavimentar as ruas, substituir a ponte de 140 anos e reprojetar a praça da vila. Entretanto, como os melhores empregos encontravam-se nas cidades vizinhas, Mittelreidenbach acabou se transformando em uma comunidade residencial. Atualmente, os únicos negócios na vila são dois restaurantes e três empresas de construção.
Porém, as mudanças não impediram que Mittelreidenbach vencesse várias vezes desde 1986 várias classes da competição nacional “Nossa Vila é Bonita” (em alemão, “Unser Dorf soll schöner werden”).